# Château de Glanegg
Le château de Glanegg est un château situé dans le land de Carinthie en Autriche. Après le château d'Hochosterwitz et le château de Landskron, il constitue la troisième place militaire de Carinthie.

## Histoire
La première mention écrite du château remonte à 1121. Son premier propriétaire était le duc de Carinthie Henri d'Eppenstein. Après sa mort en 1122, il revient à son neveu Bernhard von Marburg. Son fils, le duc Ottokar IV de Styrie qui le laisse à sa mort en 1192 à Léopold V d'Autriche.
De 1473 à 1478, le château est encerclé par les turcs, mais ils échouent à le capturer. Après trois autres propriétaires, le roi Ferdinand Ier d'Autriche hérite du château mais doit le vendre à Ulrich von Ernau pour rembourser ses dettes.
En 1818, il est acheté par Hofrichter Hirzegger Ossiach qui s'en sert comme dot de sa fille Joséphine. En 1860, il est vendu au maire de Bregenz, Ferdinand Kinz. Après une nouvelle série de trois propriétaires, il revient à la famille qui le possède aujourd'hui.

## Construction
Les bâtiments sont composés de différents matériaux d'architectures variées, allant du Romantisme à la Renaissance. L'élément le plus caractéristique est l’entrée de la tour ronde.

## Source
- (en) Cet article est partiellement ou en totalité issu de l’article de Wikipédia en anglais intitulé « Burgruine Glanegg » (voir la liste des auteurs).